# Arrondissement Metz-Campagne
Arrondissement Metz-Campagne (fr. Arrondissement de Metz-Campagne), tj. Mety-venkov byla správní územní jednotka ležící v departementu Moselle a regionu Lotrinsko ve Francii. Členila se dále na devět kantonů a 142 obce. K 1. lednu 2015 byl sloučen s arrondissementem Metz-Ville do nově vzniklého arrondissementu Metz.

## Kantony
- Ars-sur-Moselle
- Maizières-lès-Metz
- Marange-Silvange
- Montigny-lès-Metz
- Pange
- Rombas
- Verny
- Vigy
- Woippy